# Třída Pchohang
Třída Pchohang (korejsky 포항급) je třída námořních korvet námořnictva Korejské republiky. Celá třída je určena především k hlídkování a pobřežní obraně. Tvoří ji celkem 24 jednotek. Všechny jednotky jsou pojmenovány po jihokorejských městech, první jednotka, po které je pojmenována celá třída, po městě Pchohang. K roku 2015 bylo v jihokorejském námořnictvu aktivních 20 ze všech postavených lodí. Vyřazená plavidla jsou nabízena zahraničním zájemcům. Zahraničními uživateli třídy jsou Egypt, Filipíny, Kolumbie, Peru a Vietnam.

## Stavba
Celkových 24 jednotek této třídy postavily čtyři různé korejské loděnice – Korea Shipbuilding Corporation v Pusanu, Hyundai Heavy Industries (HHI) v Ulsanu, Daewoo Shipbuilding v Okpo a konečně loděnice Korea Tacoma. Celá série se stavěla v letech 1984–1993. První jednotka Pchohang byla dokončena v roce 1984, zatímco poslední jednotka Kongdžu byla dodána v roce 1993.
Jednotky třídy Pchohang:
| Jméno                | Spuštěna        | Vstup do služby    | Status |
| -------------------- | --------------- | ------------------ | --- |
| Pchohang (PCC-756)   | 30. června 1984 | 18. prosince 1984  | Vyřazena 30. června 2009. Zachována jako muzejní loď. |
| Kunsan (PCC-757)     | 1984            | 30. listopadu 1984 | Vyřazena 29. září 2011. Nabídnuta kolumbijskému námořnictvu, které ale upřednostnilo korvetu předcházející třídy Tonghe. |
| Kjongdžu (PCC-758)   | 1984            | 1. května 1985     | Vyřazena 30. prosinec 2014. Dne 15. července 2015 převedena peruánské pobřežní stráži jako hlídková loď BAP Ferré (PM-211). Dne 27. srpna 2018 bylo plavidlo přeřazeno do peruánského námořnictva jako BAP Ferré (CM-27). Později téhož roku se trupové číslo změnilo na CC-27. |
| Mokpcho (PCC-759)    | 1984            | 17. srpna 1985     | Vyřazena 30. prosinec 2014. Plavidlo bylo nabídnuto Filipínám, ale bylo odmítnuto kvůli špatnému technickému stavu. |
| Kimčchon (PCC-761)   | 1985            | 31. srpna 1986     | Vyřazena 31. prosinec 2015. Dne 8. června 2017 převzata vietnamským lidovým námořnictvem jako HQ-18. |
| Čchungdžu (PCC-762)  | 1986            | 30. září 1986      | Vyřazena 27. prosinec 2016. Dne 5. srpna 2019 zařazena filipínským námořnictvem jako BRP Conrado Yap (PS-39). |
| Čindžu (PCC-763)     | 1986            | 29. října 1986     | Vyřazena 27. prosinec 2016. Darována egyptskému námořnictvu jako Shabab Misr (1000). |
| Josu (PCC-765)       | 14. června 1986 | 30. listopadu 1986 | Vyřazena 27. prosince 2017. Převedena Vietnamskému lidovému námořnictvu jako HQ-20. |
| Činhe (PCC-766)      | 18. března 1987 | 2. července 1988   | Vyřazena 27. prosince 2017. |
| Sunčchon (PCC-767)   | 1987            | 30. července 1988  | Vyřazena 24. prosince 2019. Dne 26. listopadu 2021 zařazena peruánským námořnictvem jako BAP Guise (CC-28). |
| Iksan (PCC-768)      | 1987            | 13. září 1988      | Do roku 1999 pojmenována Iri. Vyřazena 31. prosinec 2018. Dne 28. září 2020 převedena kolumbijskému námořnictvu jako ARC Aimirante Tono (CM-56). Do služby zařazena 6. ledna 2021.                                                                                              |
| Wondžu (PCC-769)     | 1987            | 29. září 1988      | Vyřazena 28. prosince 2021. |
| Andong (PCC-771)     | 30. dubna 1987  | 7. listopadu 1988  | Vyřazena 2020. Na přelomu let 2021–2022 ji získá filipínské námořnictvo. |
| Čchonan (PCC-772)    | 1987            | 30. prosince 1988  | Potopena 26. března 2010. Zachována jako muzejní loď. |
| Pučchon (PCC-773)    | 1988            | 28. dubna 1989     | Vyřazena 31. března 2021. |
| Songnam (PCC-775)    | 1987            | 3. května 1989     | Vyřazena 28. prosince 2021. |
| Čečchon (PCC-776)    | 1987            | 3. května 1989     | Vyřazena 28. prosince 2021. |
| Tchäčchon (PCC-777)  | 1988            | 28. dubna 1988     | Vyřazena 28. prosince 2023. |
| Sokčcho (PCC-778)    | 1989            | 28. února 1990     | Vyřazena 30. prosince 2022. |
| Jongdžu (PCC-779)    | 1988            | 31. března 1990    | Vyřazena 30. prosince 2022. |
| Namwon (PCC-781)     | 1989            | 30. dubna 1990     | Vyřazena 28. prosince 2023. |
| Kwangmjong (PCC-782) | 1989            | 30. června 1990    | Aktivní. |
| Šinsong (PCC-783)    | 1991            | 28. března 1992    | Aktivní. |
| Kongdžu (PCC-785)    | 21. září 1992   | 31. července 1993  | Aktivní. |

## Konstrukce

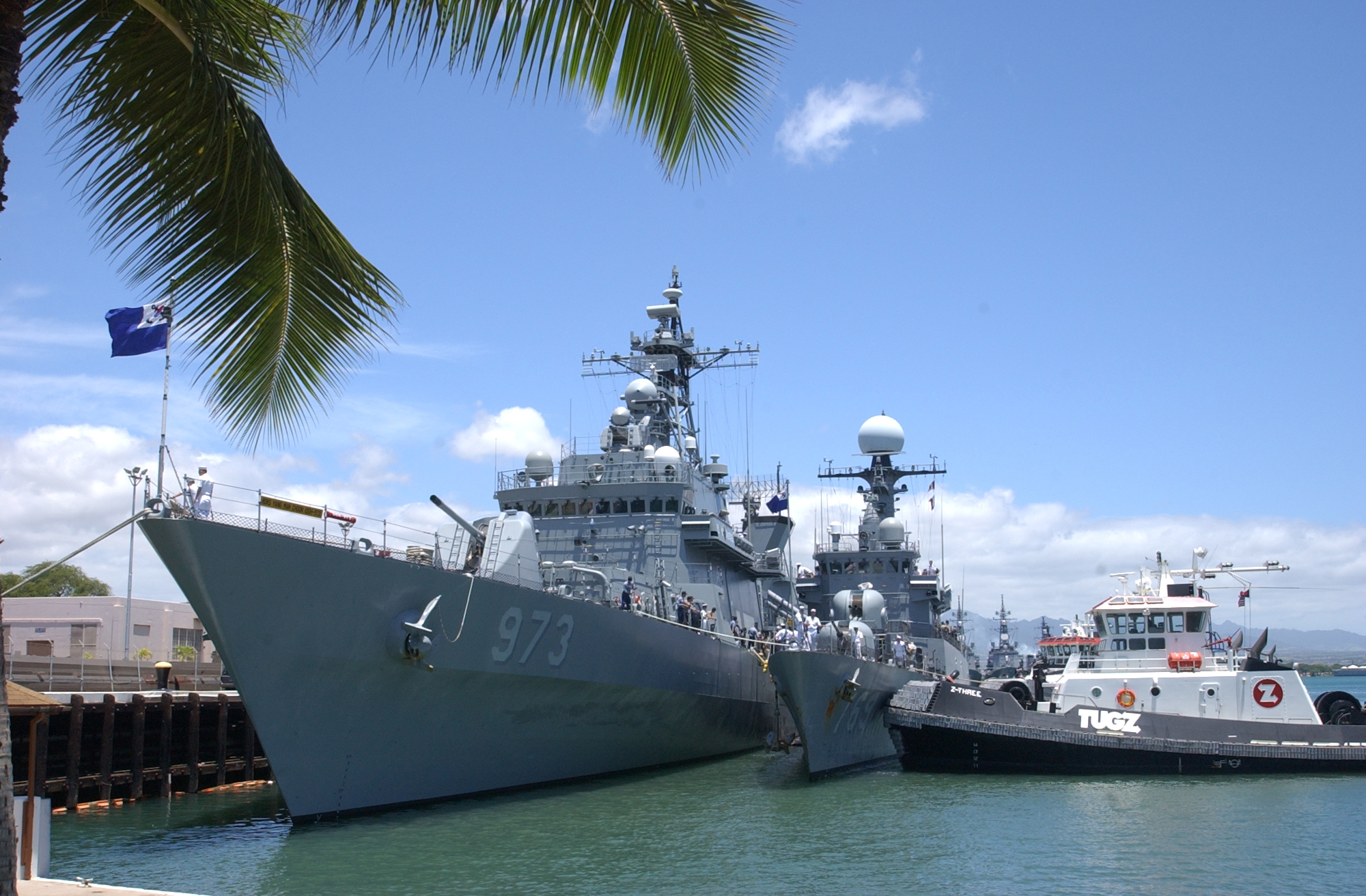
Srovnání velikost jihokorejského torpédoborce třídy Kwanggetcho Veliký a korvety třídy Pchohang kotvící u jeho boku

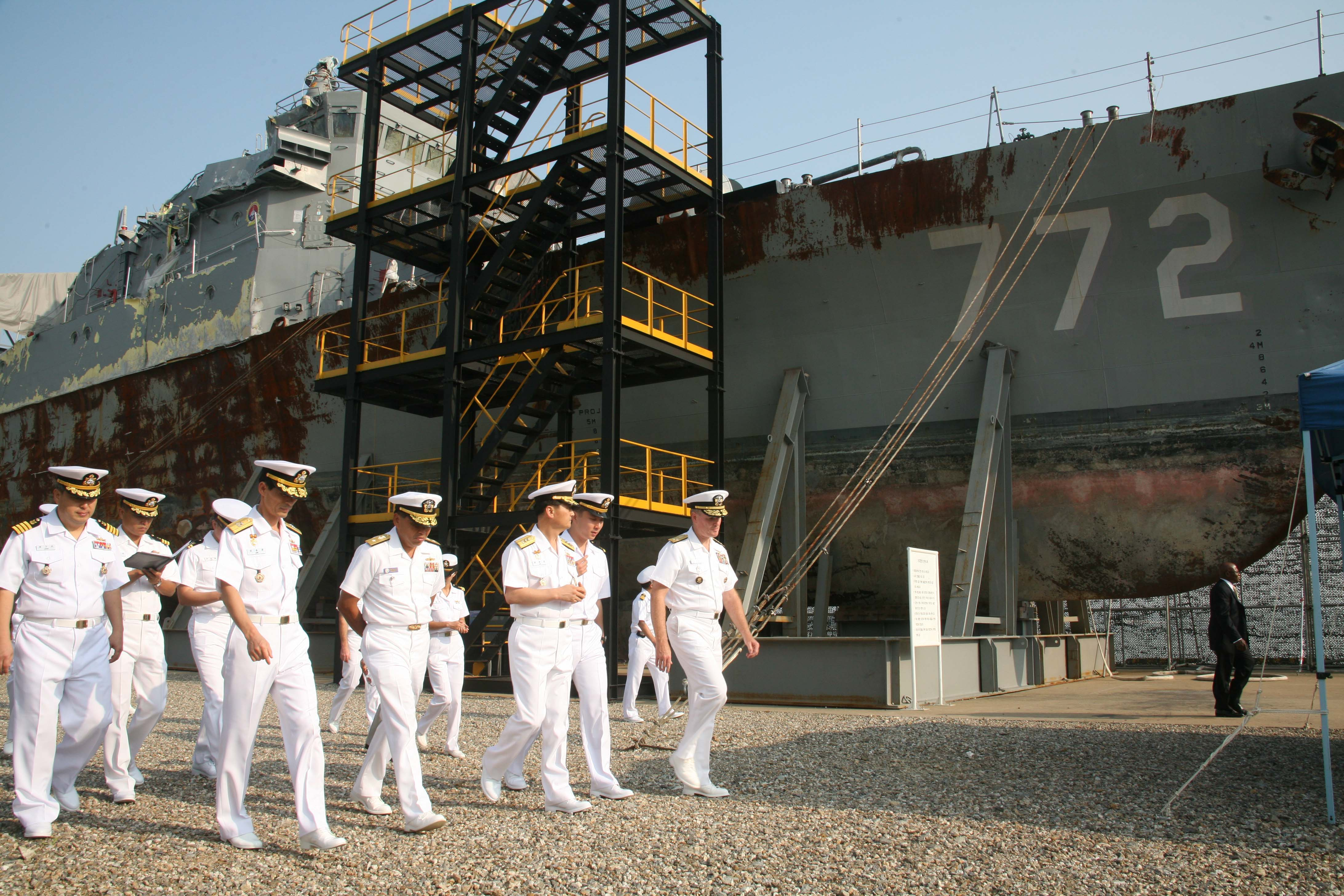
Představitelé námořnictva u vyzvednuté přední části trupu vraku korvety Čchonan (PCC-772). Dle závěru vyšetřovací komise ji potopilo severokorejské torpédo.

Třída Pchohang je jihokorejskou domácí konstrukcí. Postaveny byly ve dvou variantách – protilodní (první 4 ks) a protiponorkové (dalších 20 ks), lišících se svou výzbrojí a výstrojí.
Výzbroj protilodní verze tvoří dvě dělové věže se 76mm kanóny OTO Melara, dvě dělové věže se 30mm kanóny Emerson a dvě protilodní střely MM38 Exocet.
Protiponorková varianta nese rovněž dva 76mm kanóny OTO Melara, sekundární ráži ale představují dvě věže systému DARDO se 40mm dvoukanóny. Jejich protilodní výzbroj tvoří až čtyři protilodní střely Boeing Harpoon a výzbroj dále doplňují dva trojhlavňové 324mm protiponorkové torpédomety, ze kterých jsou odpalována americká lehká torpéda Mk 46.
Pohon je typu CODOG. Při plavbě ekonomickou rychlostí loď pohánějí dva diesely MTU 12V 956 TB82 o celkovém výkonu 3600 hp, zatímco v bojové situaci jsou diesely vypnuty a korvetu pohání jedna plynová turbína General Electric LM2500 o celkovém výkonu 27 200 hp. Lodní šrouby se stavitelnými lopatkami jsou dva. Nejvyšší rychlost je 32 uzlů. Dosah je 4400 námořních mil při rychlosti patnáct uzlů (na dieselový pohon).

## Operační služba
Korveta Čchonan (PCC-772) byla potopena 26. března 2010 při hlídkové plavbě severokorejskou miniponorkou (toto je oficiální závěr vyšetřovací komise).

## Zahraniční uživatelé
- Egypt – Egyptské námořnictvo získalo darem korvetu Čindžu zařazenou jako Shabab Misr (1000).

- Filipíny – filipínskému námořnictvu byla na důkaz prohlubující se spolupráce obou zemí ve zbrojní oblasti nabídnuta vyřazená korveta Mokpcho.[9] Kvůli špatnému technickému stavu ale bylo vybráno jiné plavidlo, a to novější korveta Čchungdžu. Do služby byla zařazena 5. srpna 2019 jako BRP Conrado Yap (PS-39). Na přelomu let 2021 a 2022 námořnictvo získá druhou korvetu, roku 2020 vyřazenou Andong.[10]

- Kolumbie – Kolumbijské námořnictvo získalo darem korvetu Iksan zařazenou jako Aimirante Tono (CM-56). Do služby byla přijata 6. ledna 2021. Námořnictva obou zemí od roku 2011 výrazně prohlubují spolupráci.

- Peru – Peruánská pobřežní stráž získala 15. července 2015 korvetu Kjongdžu, kterou přejmenovala na BAP Ferré (PM-211). Roku 2018 korvetu převzalo peruánské námořnictvo. Roku 2021 námořnictvo získalo ještě korvetu BAP Guise (CC-28, ex Sunčchon).

- Vietnam – Vietnamské lidové námořnictvo získalo korvety Kimčchon a Josu, které provozuje jako HQ-18 a HQ-20. Korvety budou vyzbrojeny vietnamskými protilodními střelami KCT15 (derivát ruských Ch-35).[11]